# Dover Township (comté de Bureau, Illinois)
Pour les articles homonymes, voir Dover Township.
Dover Township est un township du comté de Bureau dans l'Illinois, aux États-Unis,. 